# Ludmilla Assing
Rosa Ludmilla Assing (Amburgo, 22 febbraio 1821 – Firenze, 25 marzo 1880) è stata una scrittrice tedesca.

## Biografia
Figlia del poeta David Assing e nipote di Karl August Varnhagen von Ense, dopo essere rimasta orfana si trasferì da suo zio a Berlino, ove conobbe alcune personalità di spicco dell'epoca come Alexander von Humboldt. Esordì con due opere biografiche, rispettivamente sulla contessa Elisa von Ahlefeldt e su Sophie von La Roche, indi iniziò a pubblicare gli scritti del defunto antenato Varnhagen von Ense, come i volumi 8 e 9 del Denkwürdigkeiten e una raccolta epistolare intrattenuta con Humboldt. Tali pubblicazioni attrassero le ostilità del governo prussiano, che nel 1862 avviò una causa contro di lei per aver offeso i sovrani, condannandola a 8 mesi di carcere. Seguì una condanna di due anni di reclusione, ma Assing fuggì in Italia eludendo la pena e stabilendosi a Firenze, dove nel 1874 sposò Eino Grimelli. Il matrimonio fu di breve durata: Grimelli si uccise e Assing fu ricoverata in un manicomio, dove trovò la morte.
A Firenze pubblicò due traduzioni di Piero Cironi, Die nationale Presse in Italien von 1820-60 e Die Kunst der Rebellen, poi i volumi da VII al XIV del Tagebücher von K. A. Varnhagen von Ense e Briefwechsel zwischen Varnhagen und Oelsner. Fu autrice anche di una biografia su Cironi (Vita di Piero Cironi, Prato 1865) e de La posizione sociale della donna (Milano, 1866). Dopo la morte del principe Hermann von Pückler-Muskau redasse una biografia su di lui e pubblicò la sua corrispondenza e il suo diario.